# Thích Thự Yển
Thích Thự Yển (giản thể: 戚墅堰区; phồn thể: 戚墅堰區; bính âm: Qīshùyàn Qū) là một khu (quận) của thành phố Thường Châu, tỉnh Giang Tô, Trung Quốc. Ngôn ngữ địa phương là phương ngữ Thường Châu của tiếng Ngô. Mã bưu chính của quận là 213011. Diện tích Thích Thự Yển là 31,58 km². Tổng dân số năm 2005 là 80.200 người.

### Nhai đạo
- Thích Thự Yển (戚墅堰街道)
- Đinh Yển (丁堰街道)
- Lộ Thành (潞城街道)